# Mon roi - Il mio re
Mon roi - Il mio re (Mon roi) è un film del 2015 diretto da Maïwenn.

## Trama
Tony è un'avvocato di successo a Parigi, sensuale nella vita privata e tenace sul lavoro. A seguito di un grave incidente sugli sci, viene ricoverata in un centro di riabilitazione. Il periodo di degenza si rivela un momento terapeutico, sia fisicamente sia psicologicamente. Grazie agli antidolorifici, all'assistenza del personale medico e alla spensieratezza degli altri giovani pazienti della clinica, Tony riesce a ritagliarsi del tempo per riflettere sul passato, ripensando così alla sua relazione turbolenta con Georgio dagli inizi.

## Riconoscimenti
- 2015 - Festival di Cannes
  - Migliore interpretazione femminile a Emmanuelle Bercot
  - Candidatura alla Palma d'oro a Maïwenn
- 2016 - Premio César
  - Candidatura a Miglior film
  - Candidatura a Miglior regia a Maïwenn
  - Candidatura a Miglior attore protagonista a Vincent Cassel
  - Candidatura a Migliore attrice protagonista a Emmanuelle Bercot
  - Candidatura a Miglior attore non protagonista a Louis Garrel
  - Candidatura a Miglior montaggio a Simon Jacquet
  - Candidatura a Miglior sonoro a Nicolas Provost, Agnès Ravez e Emmanuel Croset
  - Candidatura a Miglior colonna sonora a Stephen Warbeck